# Lapptjärnen (Norsjö socken, Västerbotten, 722324-168203)
Lapptjärnen är en sjö i Norsjö kommun i Västerbotten och ingår i Skellefteälvens huvudavrinningsområde.